# 南北安普敦郡 (英國國會選區)

選區在北安普敦郡的位置

南北安普敦郡（英語：South Northamptonshire），英國國會一自治市選區，位於北安普敦郡南部，包括北安普敦南部和北安普敦郡南區大部。
本區始設於1832年，1885年前應選一席，1918年被撤。1950至1974年復設，2010年第三次建立。保守黨的利雅華在2010年大選中以55.2%選票首次當選。